# 心係数
心係数（英: Cardiac index, CI）とは、血行動態学的パラメーターの一つであり、心拍出量（Cardiac output, CO）と体表面積（Body surface area, BSA）から、心機能を個々人の体格に応じて補正して表す指標である。単位は通常 L/min/m2 を用いる。

## 定義
心係数は通常以下のようにして計算される。
{\displaystyle CI={\frac {CO}{BSA}}={\frac {SV*HR}{BSA}}}
記号の意味は以下の通り．
CI = 心係数（Cardiac index）
BSA = 体表面積（Body surface area）
SV = 一回拍出量（Stroke volume）
HR = 心拍数（Heart rate）
CO = 心拍出量（Cardiac output）

## 臨床的重要性
心係数CIの正常範囲は安静時で 2.3 - 4.2L/min/m2 程度である。
これは集中治療、とりわけ心臓集中治療領域においては頻繁に測定される値である（心不全、心臓手術術後管理、等）。心臓が拍出した血液量を個々人の体表面積で正規化することにより心臓のポンプ機能が良好であるかを評価することが出来る有用な指標である。
CIが 1.8 L/min/m2 以下まで低下した場合は、患者は心原性ショックに陥る可能性がある。